# Ferna
Ferna település Németországban, azon belül Türingiában. Lakosainak száma 533 fő (2023. december 31.).

## Népesség
A település népességének változása:
| Lakosok száma | 584  | 585  | 557  | 545  | 533  |
|               | 2017 | 2019 | 2021 | 2022 | 2023 |